# Палац принца Генріха
52°31′05″ пн. ш. 13°23′36″ сх. д. / 52.5181° пн. ш. 13.3933° сх. д.
Палац принца Генріха (нім. Palais des Prinzen Heinrich) — історична будівля в центрі Берліна на Унтер-ден-Лінден, 6. В даний час палац принца Генріха є основною будівлею Берлінського університету.
Палац був побудований за розпорядженням короля Пруссії Фрідріха II і призначався для його молодшого брата Генріха . Проект був розроблений Йоганном Бауманом, який використав попередні ескізи Георга Венцеслаус фон Кнобельсдорф, які той підготував для визначеної на цьому місці королівської резиденції в масштабному комплексі Форум Фрідеріціанум. Будівництвом, що почався в 1748-1749 роках і уривався в період Семирічної війни, керував Карл Людвіг Гільдебрандт.
В 1809 році палац був переданий королем Фрідріхом Вільгельмом III недавно заснованому Берлінському університету і піддався перебудові під нові функції. Додаткові споруди були зведені також в 1913-1920 роках під керівництвом архітектора Людвіга Хофмана.
Будівля отримала значні пошкодження під час Другої світової війни, в основному в ході бомбардувань 24 листопада 1943 і 19 липня 1944 року. Відновлення будівлі проходило в два етапи: в 1947-1954 і 1958-1962 роках, у відновленій будівлі вдалося зберегти лише лічені оригінальні архітектурні деталі.